# Томулешти (Арђеш)
Томулешти (рум. Tomulești) насеље је у Румунији у округу Арђеш у општини Појенариј де Арђеш. Oпштина се налази на надморској висини од 444 m.

## Становништво
Према подацима из 2002. године у насељу је живело 55 становника, од којих су сви румунске националности.